# Jean-Claude Walter (poète)
Pour les articles homonymes, voir Jean-Claude Walter (haut fonctionnaire) et Walter.
 (février 2024).
Jean-Claude Walter, né le 20 avril 1940 à Besançon et mort le 10 février 2025 à Strasbourg,,, est un poète et écrivain français.

## Biographie
Jean-Claude Walter a passé son enfance à Thannenkirch, dans le Haut-Rhin, dont les paysages  et les souvenirs ont inspiré nombre  de ses ouvrages, en poésie comme en prose.
Il suit ses études secondaires à Strasbourg, au lycée Fustel-de-Coulanges. Écrit ses premiers poèmes à dix-sept ans, qui seront publiés dans la revue de Jacques Brenner, les Cahiers des Saisons, à Paris en 1957.
Étudiant à la Faculté  de lettres de Strasbourg, il consacre un mémoire au poète Léon-Paul Fargue, point de départ de l’ouvrage qui paraîtra chez Gallimard en 1973 à l’initiative de Raymond Queneau.
Il est nommé Professeur de lettres modernes au lycée et au collège Foch de Haguenau (Bas-Rhin). Il s’y installe avec femme et enfants et y demeure aujourd’hui encore.
Du Sismographe appliqué aux Carnets du jour et de la nuit, il est l’auteur de romans, d'essais et de nombreux livres de poèmes, dont une grande part a été publiée en l’espace de trente ans chez l’éditeur René Rougerie.
Cofondateur, avec Auguste Wackenheim, de la Revue Alsacienne de Littérature en 1983, il signe trois anthologies — dont Poésie 1 — consacrées aux poètes alsaciens d’expression française.
Il a reçu de nombreuses distinctions littéraires parmi lesquelles le Prix de poésie Charles Vildrac (Paris), et le prix de poésie Cesare Pavese en Italie.
Auteur d'une anthologie Le Rhin, un voyage littéraire de Jules César à Guillaume Apollinaire, trente poètes et prosateurs en cinq langues, où il traduit de l'allemand Brentano, Heine, et René Schickelé.
Jean-Claude Walter dirige durant 23 ans le jury littéraire de l'Académie des Marches de l'Est (aujourd'hui Académie Rhénane). 
Il est président d'honneur de l’Association Capitale Européenne des Littératures (EUROBABEL) dont il est cofondateur avec Gérard Pfister en 2005.

## Publications

### Poésie
- Le Sismographe appliqué, Flammarion, 1966.
- Poèmes des bords du Rhin, Rougerie, 1972.
- Paroles dans l’arbre, Grasset, 1974.
- Fragments du cri, Origine, Luxembourg, 1975.
- Récits du temps qui brûle, Rougerie, 1976.
- Patience de la lumière, Rougerie, 1978.
- L’amour parole, Rougerie, 1986.
- Le Granit et la source, Simoncini, Luxembourg, 1987.
- Poèmes premiers, Rougerie, 1988.
- L’Herbe sauvage, Rougerie, 1992.
- Dialogues d’ombre, Rougerie, 1996.
- Douze poèmes d’amour, gravures de Erwin Heyn, chez l’artiste, 2000.

### Prose
- Le Rhin des poètes et des conteurs, essai, Saisons d'Alsace, 1966.
- L’évêque musclé, roman, Flammarion, 1968.
- Léon-Paul Fargue ou l’homme en proie à la ville, essai, Gallimard, 1973.
- Que notre Alsace est belle, récit, La Nuée Bleue, 1983.
- Erwin Heyn, graveur et sculpteur, essai, Michel Frères, Belgique, 1998.
- Les étincelles noires. Une enfance alsacienne, récit, Gérard Louis, 2002.
- Chemins de ronde, collection "Les Cahiers d'Arfuyen", Éditions Arfuyen, Paris-Orbey, 2004.
- Carnets du jour et de la nuit, collection "Les Cahiers d'Arfuyen", Éditions Arfuyen, Paris-Orbey, 2010.
- Le Rhin,  un voyage littéraire, Éditions Place Stanislas, 2011
- Dans l'œil du dragon, collection "Les Cahiers d'Arfuyen", Éditions Arfuyen, Paris-Orbey, 2015.  (ISBN 978-2-845-90217-6)